# Lolcat

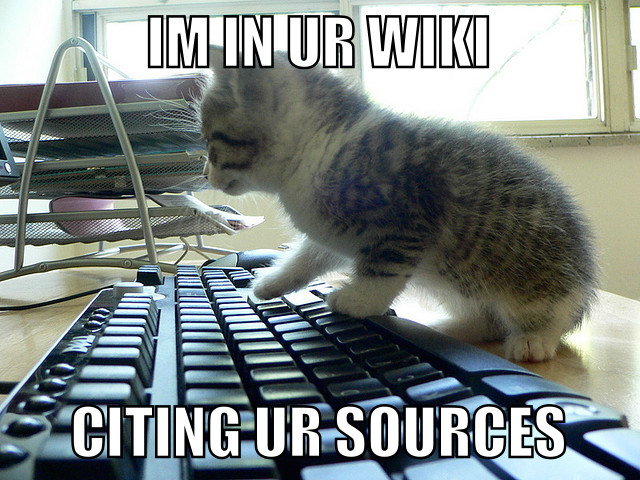
Un Lolcat sobre Wikipedia
El texto dice Estoy en tu wiki, citando tus fuentes

Un lolcat es la combinación de la  fotografía de un gato con un texto humorístico  y  en inglés macarrons sobre la idiosincrasia del gato, conocido como Kitty Pidgin o lolspeak. La idea se originó en el tablón de imágenes de 4chan como Caturday. El nombre "lolcat" es una composición del acrónimo "lol" (en inglés Laughing Out Loud, expresión equivalente a "riendo a carcajadas") y la palabra "cat" (en inglés, "gato"). El fenómeno también se conoce como cat macros. Estas imágenes se crean para compartirlas en los tablones de imágenes o foros de Internet. Los lolcats son similares a otros antropomorfismos animales basados en imágenes macro, como el búho O RLY?. Se asume que el texto sobreimpuesto lo pronuncia el propio gato, lo cual contribuye al mensaje de humor en la imagen final.
El término "lolcat" llamó la atención nacional en los medios estadounidenses, cuando lo mencionó la revista Time.

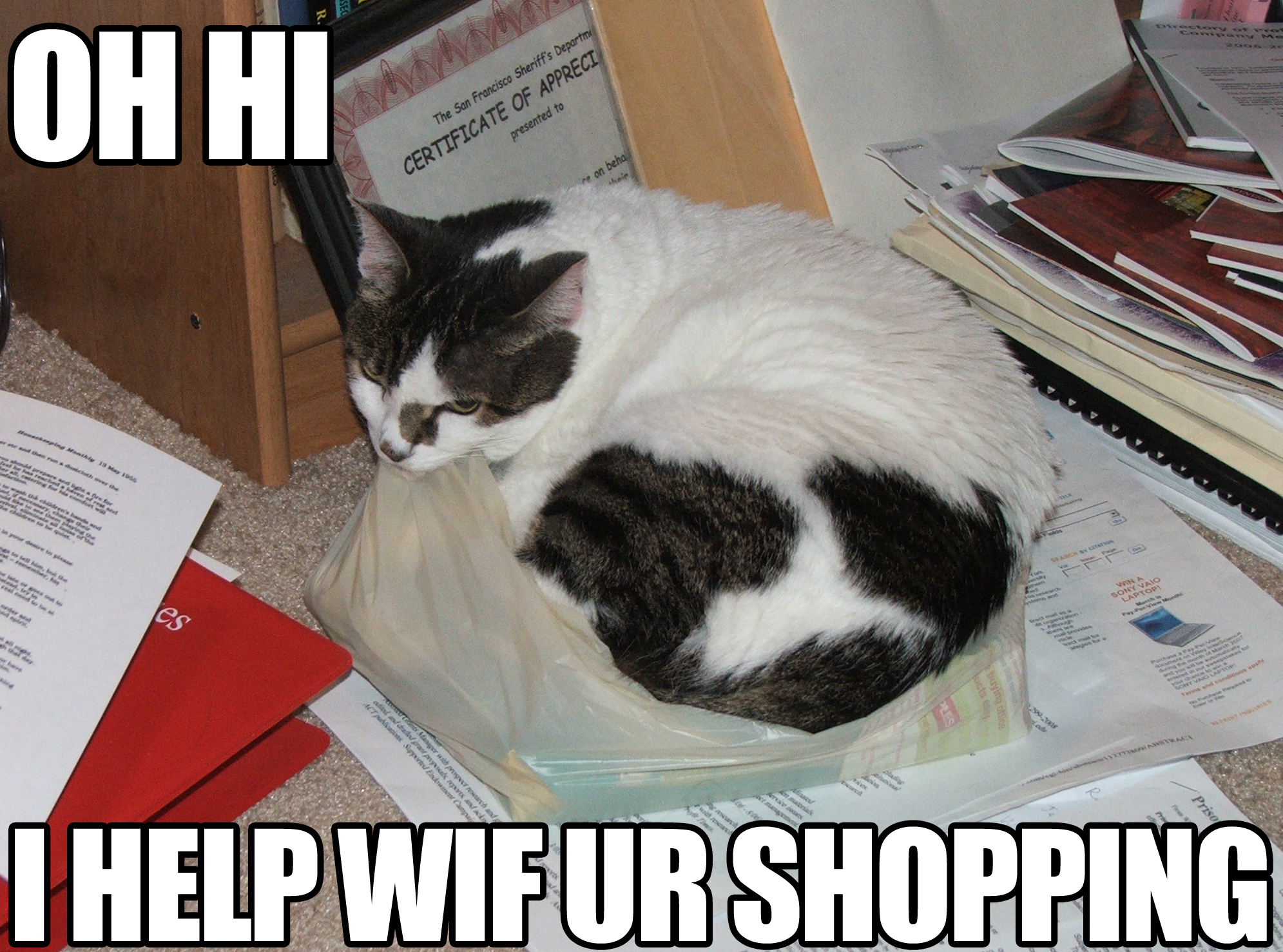
Una imagen lolcat muy común. En el texto, se lee: "Oh, hola. Estoy ayudando con tus compras."
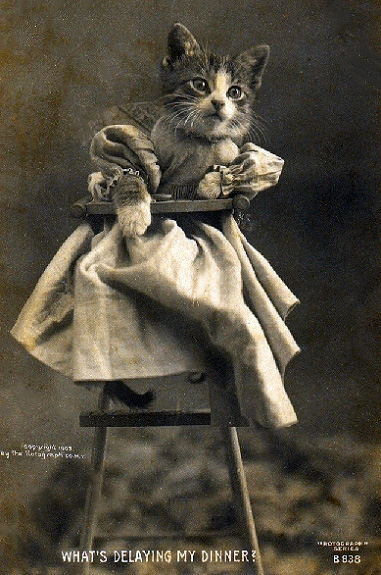
Fotografía de Harry Whittier Frees. En el texto, puede leerse: "¿Por qué se retrasa mi comida?".
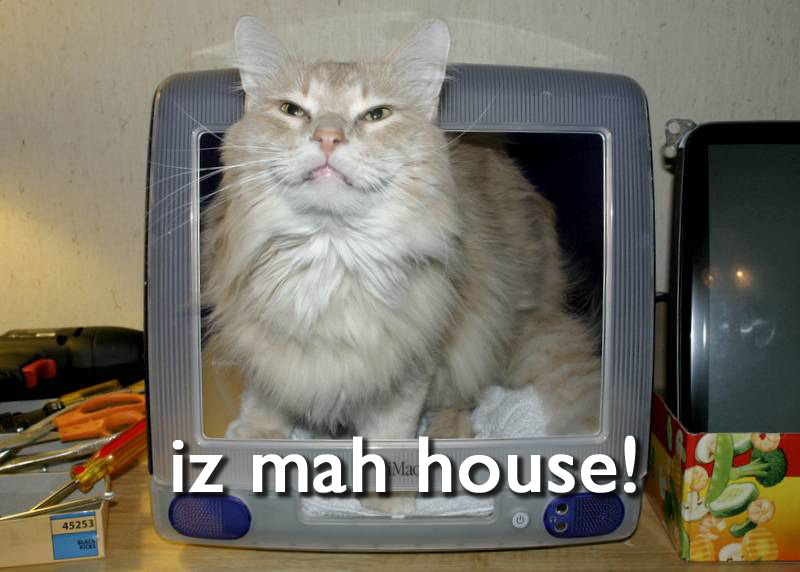
Lolcat en el que aparece un gato dentro de la carcasa de un iMac. En el texto, se lee: "¡Es mi casa!"
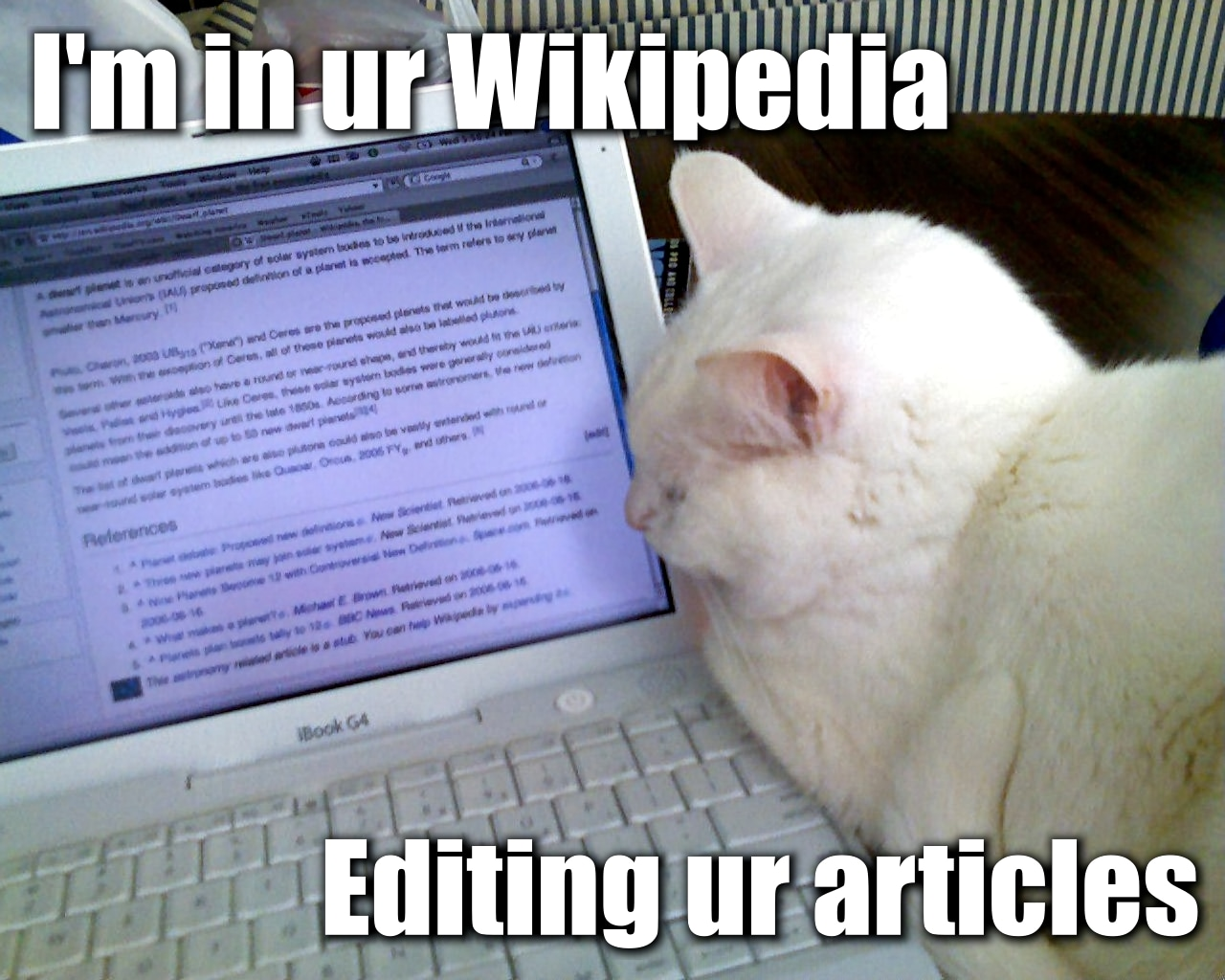
Imagen lolcat que utiliza el formato "Im in ur...". En el texto, se lee: "Estoy en tu Wikipedia, editando tus artículos."

## Historia
Las imágenes macro con gatos han existido desde la década de 1870, cuando el fotógrafo retratista Harry Pointer publicó una serie de tarjetas de visita en las que sus propios gatos realizaban actividades y gestos humanos, añadiéndoles textos divertidos para potenciar su interés.Sussex PhotoHistory Home Page. «Harry Pointer's Brighton Cats» (en inglés). Archivado desde el original el 16 de julio de 2011. Consultado el 16 de octubre de 2010. Del mismo modo, Harry Whittier Frees publicó varias fotografías empleando cachorros de perro y de gato vestidos y en situaciones propias de humanos, y con un texto sobreimpreso para potenciar el efecto humorístico.
El primer uso registrado del término 'lolcat' se hizo en el tablón de imágenes 4chan, en el 2005. El dominio de Internet "lolcats.com" se registró el 14 de junio del 2006. Su popularidad se extendió rápidamente, al utilizarse en foros como Something Awful. Según The News Journal, "algunos ubican el inicio de los lolcats en el sitio 4chan, el cual publica imágenes bizarras de gatos los sábados, o en 'Caturdays'" (del inglés Saturday, sábado, y cat, gato). El autor del artículo, Ikenburg, agrega que las imágenes se han "traspapelado por Internet durante años con varios nombres, pero no se volvieron una sensación sino hasta principios del 2007, con la llegada de I Can Has Sheepburger?". La primera imagen "I CAN HAS SHEEPBURGER?" se publicó por primera vez el 11 de enero del 2007, supuestamente originada en el sitio Something Awful. Lev Grossman, de Time, escribió que el ejemplo más viejo conocido "probablemente es del 2006", pero luego se corrigió a sí mismo en un comentario en un blog, donde recapituló los ejemplos que los lectores le habían enviado, demostrando que el origen de "Caturday" y de muchas de las imágenes ahora conocidas como "lolcats" se dieron a principios del 2005. El dominio "caturday.com" se registró el 30 de abril del 2005.[cita requerida]

## Formato

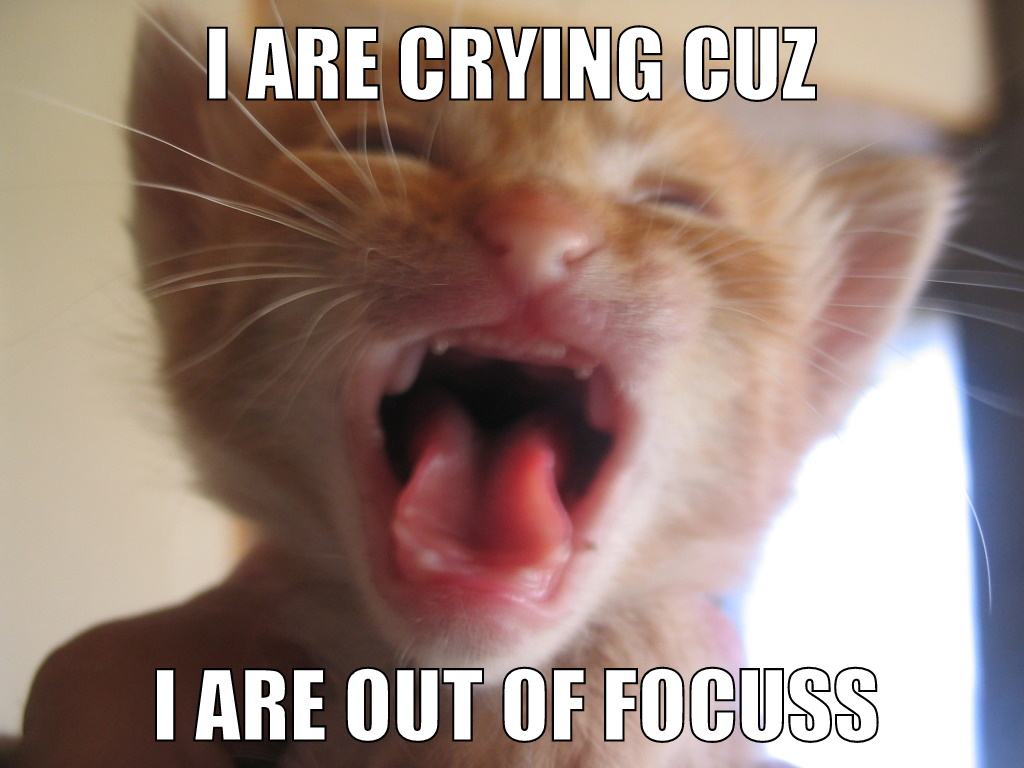
Una imagen de un lolcat llorando. En el texto, se puede leer ¡Estoy llorando porque estoy desenfocado!

Estas imágenes generalmente consisten en una foto de un gato con una leyenda que suele aparecer en un formato de fuente sans serif, como, por ejemplo, Impact o Arial Black. En ocasiones, la imagen está editada digitalmente, para lograr el efecto deseado. Por lo general, la leyenda sirve como un globo de diálogo para indicar un comentario del gato, o como una descripción de la imagen presentada. El texto aparece escrito intencionalmente con una ortografía y sintaxis que no corresponde al inglés estándar, pues presenta "verbos extrañamente conjugados, pero con una tendencia a confluir con un nuevo conjunto de reglas ortográficas y gramaticales." El texto hace una parodia de la mala gramática que los  estereotipos suelen atribuir a la jerga de Internet. Frecuentemente, los títulos de imágenes lolcat toman forma de plantillas de frases. Algunas frases tienen una fuente muy conocida, generalmente un meme muy extendido como, por ejemplo, All your base are belong to us.[cita requerida]

## Variantes y parodias
Las variantes más habituales consisten en adaptar imágenes de otros animales usando el mismo estilo de imagen macro y lenguaje, como en los loldogs empleando perros, etcétera.[cita requerida]
La sintaxis del lenguaje empleado en los rótulos de lolcats fue la base del LOLCODE, un lenguaje de programación esotérico con intérpretes para .NET Framework, Perl y otros.
"Ceiling Cat" (El gato del techo, en inglés) es un personaje generado por el meme lolcat. La original era una imagen macro con una foto en la que un gato espiaba por un agujero en un techo, con el texto: "Ceiling Cat is watching you masturbate" (en inglés, El gato del techo está mirando cómo te masturbas). A esta primera imagen le siguieron numerosas más, con el formato "El gato del techo está mirando cómo [una acción]", donde la imagen del gato en el techo, sobreimpresa a otra, representaba la acción en cuestión.[cita requerida]
Se pueden encontrar también muchos vídeos de gatos (y perros, animales o bebés) en internet con citas como LOLCats.cat.
El personaje luego se introdujo en un proyecto ocupado en adaptar la Biblia cristiana al lenguaje de los lolcats, llamado LOLCat Bible Translation Project. En este proyecto "bíblico", "Ceiling Cat" y su oponente "Basement Cat", un gato negro que vive en el sótano, son las representaciones del bien y del mal (a veces, Dios y Satán) en el universo lolcat.